# Bothriospermum
Bothriospermum es un género de plantas con flores perteneciente a la familia Boraginaceae.  Comprende 15 especies descritas y de estas, solo 7 aceptadas.  Se distribuyen por Asia.

## Descripción
Son hierbas anuales o bienales delgadas con hojas alternas. Flores pequeñas, axilares, pediceladas, en racimos superiores. Cáliz 5-partido. Tubo de la corola poco cilindico, garganta con 5 escalas; lóbulos ± difusión.  El fruto es una nuez, dorsalmente comprimida.

## Taxonomía
El género fue descrito por Alexander von Bunge  y publicado en Enumeratio Plantarum, quas in China Boreali 47. 1833.

## Especies aceptadas
A continuación se brinda un listado de las especies del género Bothriospermum aceptadas hasta septiembre de 2013, ordenadas alfabéticamente. Para cada una se indica el nombre binomial seguido del autor, abreviado según las convenciones y usos.
- Bothriospermum chinense Bunge
- Bothriospermum hispidissimum Hand.-Mazz.
- Bothriospermum imaii Nakai
- Bothriospermum kusnetzowii Bunge ex A.DC.
- Bothriospermum kusnezowii Bunge ex DC.
- Bothriospermum secundum Maxim.
- Bothriospermum zeylanicum (J.Jacq.) Druce